# آلینا کوکوشکینا
آلینا ایلینیچنا کوکوشکینا (روسی: Алина Ильинична Кукушкина؛ زادهٔ ۲۰۰۱ میلادی) یک هنرپیشه و صداپیشه اهل روسیه است.
از فیلم‌ها یا مجموعه‌های تلویزیونی که وی در آن‌ها نقش داشته است می‌توان به ماشا و خرس اشاره نمود که صداپیشگی شخصیت «ماشا» را در آن، به‌عهده دارد.